# Kingdom of Desire
Pour les articles homonymes, voir KOD.
Albums de Toto
Past to present (1977-1990)
(1990) Tambu
(1995)
Kingdom of Desire  (K.o.D) est le huitième album studio du groupe pop rock Toto, sorti en 1992.
Sur cet opus, en comparaison aux albums des années 1980, le son du groupe est transformé : il devient plus électrique. Les guitares et la batterie sont mises en avant, au détriment des claviers de David Paich. Le guitariste Steve Lukather devient alors la nouvelle voix soliste du groupe, après le passage furtif de Jean-Michel Byron. Cet album est le dernier du membre fondateur, Jeff Porcaro, qui décédera d'une attaque cardiaque quelques semaines avant la sortie du disque, le 5 août 1992.
Le groupe poursuit sa carrière malgré cette perte avec un nouveau batteur : Simon Phillips.
Les illustrations sur la pochette de l'album sont de Jeff Porcaro.

## Titres
Tous écrits par Toto (Jeff Porcaro, David Paich, Mike Porcaro & Steve Lukather), sauf précisé
| No  | Titre                | Auteur                             | Durée |
| --- | -------------------- | ---------------------------------- | ----- |
| 1.  | Gypsy Train          |                                    |       |
| 2.  | Don't Chain My Heart |                                    |       |
| 3.  | Never Enough         | Toto / F. Waybill                  |       |
| 4.  | How Many Times       |                                    |       |
| 5.  | 2 Hearts             |                                    |       |
| 6.  | Wings of Time        |                                    |       |
| 7.  | She Knows The Devil  |                                    |       |
| 8.  | The Other Side       | R. Kaplan / D. Paich / B. Sherwood |       |
| 9.  | Only You             |                                    |       |
| 10. | Kick Down The Walls  | D. Kortchmar / S. Lynch            |       |
| 11. | Kingdom of Desire    | D. Kortchmar                       |       |
| 12. | Jake To The Bone     |                                    |       |

## Musiciens
- Steve Lukather : guitare, chant
- David Paich : claviers, chant
- Jeff Porcaro : batterie, percussions
- Mike Porcaro : basse